# Heterophyose
Als Heterophyose (Syn. Heterophyiasis) bezeichnet man den Befall mit Zwergdarmegeln der Gattung Heterophyes. Die Erkrankung ist eine Zoonose, verläuft aber zumeist harmlos. Die Erkrankung wurde erstmals 1851 von Theodor Bilharz bei der Obduktion eines Ägypters beschrieben. Sie tritt vor allem in Ägypten, im Sudan, im Nahen und Mittleren Osten, in Indien, Japan und Korea auf. Die Erkrankung kommt beim Menschen sowie fischfressenden Säugetieren wie Hunden, Katzen und Füchsen vor.

## Ätiologie und Pathogenese

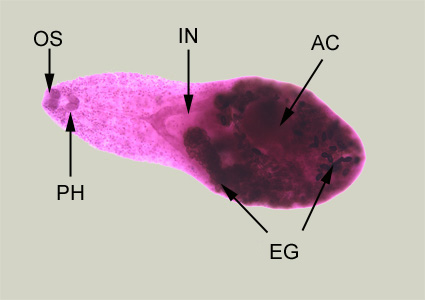
Heterophyes heterophyes, karmingefärbtes Exemplar. OS – Mundsaugnapf, PH – Pharynx, IN – Blinddarm, AC – Bauchsaugnapf, EG – Eier

Heterophyes-Arten haben einen Lebenszyklus über zwei Zwischenwirte. Der erste sind Brackwasser-Schlammschnecken, in denen die Zerkarien heranreifen. Diese dringen in den zweiten Zwischenwirt, Süß- und Brackwasserfische, ein. Dort entstehen die infektiösen Metazerkarien, die mit der Aufnahme ungenügend erhitzter Fische in den Endwirt gelangen. Beim Menschen kommen vier Heterophyes-Arten vor: H. heterophyes, H. nocens, H. dispar und H. aequalis. Zwei weitere Arten kommen nur bei fischfressenden Säugetieren vor, aber auch bei Hunden, Katzen und Füchsen sind H. heterophyes und H. nocens die häufigsten Auslöser. Im Dünndarm des Endwirts werden die Metazerkarien freigesetzt und heften sich an die Darmschleimhaut an. Dort entwickeln sie sich zu den Adulten, deren Eier mit dem Kot ausgeschieden werden. Selten können die Egel auch in die Schleimhaut eindringen und Eier auf dem Blut- oder Lymphweg in andere Organe wie Leber und Herz gelangen. Dann können auch lebensbedrohliche oder gar tödliche Krankheitsverläufe auftreten.

## Krankheitsbild, Diagnose und Behandlung
Krankheitserscheinungen treten – ähnlich wie bei der Haplorchiasis oder der Metagonimose – normalerweise nur bei massivem Befall auf, bei dem es zu Geschwüren und Entzündungen der Darmschleimhaut kommt. Sie zeigen sich in schleimigen, manchmal blutigen Durchfällen und Bauchschmerzen. Auch Blähungen, Appetitlosigkeit und Abgeschlagenheit treten auf. Dringen Eier in andere Organe ein, kann es dort zu Infarkten kommen, deren klinisches Bild vom betroffenen Organ abhängt.
Die Diagnose kann durch den Nachweis der Eier im Stuhl gestellt werden.
Zur Behandlung können Praziquantel und Niclosamid eingesetzt werden. Vorbeugend ist der Verzicht von rohem oder ungenügend erhitztem Fisch in den Endemiegebieten.